# Cratone del São Francisco

Posizione approssimativa dei cratoni mesoproterozoici (età superiore a 1.3 Ga) in Sud America ed Africa. I continenti sono stati ruotati nella loro posizione durante il Triassico, per mostrare quale fosse la posizione relativa dei cratoni prima dell'apertura dell'Atlantico meridionale.

Il cratone del São Francisco è un cratone situato nella parte orientale del Sud America che affiora negli stati brasiliani di Minas Gerais e Bahia.
Comprende una serie di diversi blocchi del basamento archeano, separati da cinture orogeniche.
Le cinture sono caratterizzate da sedimenti di margini passivi e bacini continentali, attraversati da intrusioni granitiche.
Al Paleoproterozoico (circa 2,5 - 2,0 Ga) risale l'origine delle cinture orogenetiche e la configurazione attuale del cratone.
Il cratone del São Francisco circa 1,0 Ga fa, era posizionato nel sud del supercontinente Rodinia; dopo la frammentazione di Rodinia, alla fine del Proterozoico (700 Ma fa) entrò a far parte del supercontinente Gondwana, sino alla sua frammentazione nel Giurassico (circa 180 Ma fa): l'apertura dell'Oceano Atlantico Meridionale lasciò il cratone del Congo in Africa e quello di São Francisco in Sud America.
Le antiche cinture orogeniche paleoproterozoiche del cratone del São Francisco contengono molte rocce ricche di minerali, in particolare ferro e oro, e sono una fonte di reddito importante per l'industria estrattiva brasiliana.